# ماري أندرسون (لاعبة كرة مضرب)
ماري أندرسون هي لاعب كرة مضرب سويدية، ولدت في 5 يوليو 1986 في سول في كوريا الجنوبية.

## وصلات خارجية
- ماري أندرسون على موقع رابطة محترفات التنس (الإنجليزية)
- ماري أندرسون على موقع الاتحاد الدولي لكرة المضرب (الإنجليزية)
- ماري أندرسون على موقع كأس بيلي جين كينغ (الإنجليزية)
- ماري أندرسون على موقع خلاصة التنس.كوم (الإنجليزية)